# Notostomum laeve
Notostomum laeve är en ringmaskart som beskrevs av Levinsen 1882. Notostomum laeve ingår i släktet Notostomum och familjen fiskiglar. Arten har ej påträffats i Sverige. Inga underarter finns listade i Catalogue of Life.